# Saison 2009-2010 de l'AS Saint-Étienne
Maillots
Chronologie
Saison précédente Saison suivante
Lors de la saison 2009-2010, l'AS Saint-Étienne participe à la Ligue 1 pour la 57e fois, à la Coupe de France pour la 76e fois, à la Coupe de la Ligue pour la 16e fois.
Alain Perrin et son adjoint, Christophe Galtier voient leurs contrats renouvelés. Le club aimerait entamer avec stabilité cette saison 2009-2010.
En ce mercato 2009, les Verts ont enregistré le départ de Paulo Machado vers Toulouse, malgré une première saison prometteuse (le joueur n'a en effet pas souhaité signer son contrat jugé moins intéressant que celui du TFC). Daisuke Matsui, Jody Viviani et David Sauget (GF38), Geoffrey Dernis (MHSC), Sébastien Grax (En Avant de Guingamp) ont aussi quitté l'effectif, permettant au club de dégraisser. Le plus gros dégraissage concerne le meilleur buteur du club de la saison précédente. En effet, Bafétimbi Gomis, un des plus hauts salaires du club, rejoint l'OL, après quelques matchs amicaux prometteurs. Concernant les arrivées, l'ASSE a réussi à faire signer Bakary Sako (LB Chateauroux), Vincent Planté (SM Caen), Gelson Fernandes (Manchester City), Boubacar Sanogo (Werder Brême), Guirane N'Daw (FC Nantes), Gonzalo Bergessio (San Lorenzo de Almagro), Augusto Fernández (CA River Plate).
Le championnat débute fort mal pour l'ASSE avec trois défaites (dont deux à domicile) en autant de matchs. Dépité par ce début de saison sur la lignée du championnat 2008-2009, les supporters stéphanois envahissent le terrain au soir de la troisième journée, après une défaite contre Boulogne-sur-Mer, qui signait à l'occasion sa toute première victoire à l'extérieur en Ligue 1. Les mauvais résultats s'enchaînent par la suite (à l'exception d'une quinzaine intéressante de mi-septembre jusqu'à début octobre, avec trois victoires de suite, dont une sur le tenant du titre Bordeaux) et le 15 décembre, alors que le club en est déjà à 10 défaites en 17 journées (4 victoires et 3 nuls) Alain Perrin est licencié par les dirigeants. Il est remplacé par son adjoint Christophe Galtier.
La deuxième partie de la saison ne sera guère plus reluisante. Si l'arrivée de l'arrière Diakhaté semble solidifier la défense, les journalistes pointent du doigt les carence de l'équipe en termes de motivation ou d'engagement notamment. Les Stéphanois effectuent une deuxième partie de saison monotone, ayant la chance de trouver cette année-là trois équipes faibles (Grenoble, Le Mans et Boulogne-sur-Mer) leur permettant un maintien sans avoir à forcer. Une petite embellie a lieu avec la Coupe de France qui s'achève en quarts de finale contre Lens (meilleure performance dans cette coupe depuis 17 ans). Sans aucune gloire (défaite 1-4 à domicile contre Lens lors d'un match qui pouvait assurer le maintien par exemple), les verts assurent finalement leurs maintien avec une victoire à Boulogne-sur-Mer (1-0) à deux journées de la fin. Pour la seconde année consécutive, les stephanois finissent derniers non-relégables.

## Mercato d'Été
| Nom               | Nationalité   | Date       | Montant                                                                      | Contrat av. vente/ap. achat                                                  | Ancien/Nouveau club            |
| Arrivées          |               |            |                                                                              |                                                                              |                                |
| Vincent Planté    | France        | 26/06/09   | 800 000 € (estimation)                                                       | Transfert définitif                                                          | SM Caen                        |
| Bakary Sako       | France        | 10/07/09   | 2 000 000 € (estimation)                                                     | Transfert définitif (4 ans)                                                  | LB Chateauroux                 |
| Gelson Fernandes  | Suisse        | 10/07/09   | Inconnu                                                                      | Transfert définitif (4 ans)                                                  | Manchester City                |
| Guirane N'Daw     | Sénégal       | 23/07/09   | Prêt avec option d'achat levée automatiquement si maintien (4 M€ estimation) | Prêt avec option d'achat levée automatiquement si maintien (4 M€ estimation) | FC Nantes                      |
| Maodomalick Faye  | Sénégal       | juin 09    | Retour de prêt                                                               | Retour de prêt                                                               | Tours FC                       |
| Jessy Moulin      | France        | juin 09    | Retour de prêt                                                               | Retour de prêt                                                               | AC Arles                       |
| Boubacar Sanogo   | Côte d'Ivoire | 19/08/09   | 5 000 000 € (estimation)                                                     | Transfert définitif                                                          | Werder Brême                   |
| Gonzalo Bergessio | Argentine     | 24/08/09   | 6 200 000 € (estimation)                                                     | Transfert définitif                                                          | San Lorenzo de Almagro         |
| Augusto Fernández | Argentine     | 28/08/09   | Prêt sans option d'achat                                                     | Prêt sans option d'achat                                                     | CA River Plate                 |
| Lasse Nilsson     | Suède         | 11/06/09   | Retour de prêt                                                               | Vitesse Arnhem                                                               |                                |
| Départs           |               |            |                                                                              |                                                                              |                                |
| Lasse Nilsson     | Suède         | 11/06/09   | Inconnu                                                                      | Levée de l'option d'achat                                                    | Vitesse Arnhem                 |
| Geoffrey Dernis   | France        | 18/06/09   | Fin de contrat                                                               | Transfert définitif (3 ans)                                                  | Montpellier HSC                |
| Jody Viviani      | France        | 22/06/09   | 500 000 € (estimation)                                                       | Transfert définitif (3 ans)                                                  | Grenoble Foot 38               |
| Daisuke Matsui    | Japon         | 26/06/09   | Inconnu                                                                      | Transfert définitif (3 ans)                                                  | Grenoble Foot 38               |
| Samy Houri        | France        | 30/06/09   | Fin de contrat                                                               | Libre                                                                        | AS Ostende                     |
| Mehdi Messaoudi   | France        | 30/06/09   | Fin de contrat                                                               | Libre                                                                        | Gap Hautes Alpes Football Club |
| Sébastien Grax    | France        | 21/07/09   | Prêt                                                                         | Prêt                                                                         | Guingamp                       |
| Jessy Moulin      | France        | juillet 09 | Prêt                                                                         | Prêt                                                                         | ES Fréjus                      |
| Bafétimbi Gomis   | France        | 30/07/09   | 13.000.000 + 2 millions en fonction des résultats                            | Transfert définitif (5 ans)                                                  | Olympique lyonnais             |
| David Sauget      | France        | 29/08/09   | Inconnu                                                                      | Transfert définitif (3 ans)                                                  | Grenoble Foot 38               |

## Mercato d'hiver
| Mercato d’hiver |             |                  |                     |                                    |
| Nom             | Nationalité | Date             | Nature/Montant      | Provenance/Destination             |
| Prêt            |             |                  |                     |                                    |
| Pape Diakhaté   | Sénégal     | 17 décembre 2009 | Prêt                | Dynamo Kiev (Ukraine)              |
| Départs         |             |                  |                     |                                    |
| David Gigliotti | France      | 2 janvier 2010   | Résiliation contrat | Le Havre AC (Ligue 2)              |
| Amine Linganzi  | France      | 28 janvier 2010  | Transfert           | Blackburn Rovers (Premiere League) |
| Araujo Ilan     | Brésil      | 18 janvier 2010  | Résiliation contrat | West Ham (Premiere League)         |

## Championnat

### Matches aller
| Date       | N o | Adversaire             | Lieu | Résultat | Buteurs pour Saint-Étienne          | Points | Place |
| ---------- | --- | ---------------------- | ---- | -------- | ----------------------------------- | ------ | ----- |
| 08/08/2009 | J01 | OGC Nice               | Dom. | 0 - 2    | -                                   | 0      | 17    |
| 15/08/2009 | J02 | Toulouse FC            | Ext. | 3 - 1    | Riviere 25e                         | 0      | 20    |
| 22/08/2009 | J03 | Boulogne-sur-Mer       | Dom. | 0 - 1    | -                                   | 0      | 19    |
| 29/08/2009 | J04 | Grenoble               | Dom. | 1 - 0    | Landrin 23e                         | 3      | 17    |
| 13/09/2009 | J05 | Stade rennais          | Ext. | 1 - 0    |                                     | 3      | 19    |
| 19/09/2009 | J06 | Auxerre                | Dom. | 1 - 1    | Bergessio 13e                       | 4      | 18    |
| 26/09/2009 | J07 | Monaco                 | Ext. | 1 - 2    | Sanogo 3e Bergessio 90+2e           | 7      | 16    |
| 03/10/2009 | J08 | Girondins de Bordeaux  | Dom. | 3 - 1    | Fernandez 3e, Ilan 29e, Payet 90+4e | 10     | 12    |
| 17/10/2009 | J09 | Montpellier HSC        | Ext. | 2 - 1    | Bergessio 71e (pen.)                | 10     | 14    |
| 24/10/2009 | J10 | Valenciennes FC        | Dom. | 0 - 2    | -                                   | 10     | 16    |
| 31/10/2009 | J12 | Lyon                   | Dom. | 0 - 1    | -                                   | 10     | 16    |
| 07/11/2009 | J13 | AS Nancy-Lorraine      | Ext. | 0 - 1    | Payet 71e                           | 13     | 16    |
| 22/11/2009 | J14 | FC Lorient             | Dom. | 0 - 2    | -                                   | 13     | 17    |
| 29/11/2009 | J15 | Le Mans                | Ext. | 1 - 1    | Ilan 18e                            | 14     | 17    |
| 05/12/2009 | J16 | FC Sochaux-Montbéliard | Dom. | 0 - 0    |                                     | 15     | 17    |
| 10/12/2009 | J11 | Lille OSC              | Ext. | 4 - 0    | -                                   | 15     | 18    |
| 13/12/2009 | J17 | Paris SG               | Ext. | 3 - 0    |                                     | 15     | 18    |
| 15/12/2009 | J18 | Olympique de Marseille | Dom. | 0 - 0    |                                     | 16     | 17    |
| 22/12/2009 | J19 | Lens                   | Ext. | 1 - 0    |                                     | 16     | 18    |

### Matches retour
| Date       | N o | Adversaire             | Lieu | Résultat | Buteurs pour Saint-Étienne               | Points | Place |
| ---------- | --- | ---------------------- | ---- | -------- | ---------------------------------------- | ------ | ----- |
| 16/01/2010 | J20 | Grenoble               | Ext. | 1 - 2    | Perrin 31e, Rivière 40e                  | 19     | 17    |
| 19/01/2010 | J21 | Stade rennais          | Dom. | 0 - 0    | -                                        | 20     | 17    |
| 31/01/2010 | J22 | Auxerre                | Ext. | 1 - 0    | -                                        | 20     | 17    |
| 02/02/2010 | J23 | Monaco                 | Dom. | 3 - 0    | Matuidi 14e, Bergessio 74e Rivière 90+2e | 23     | 16    |
| 14/02/2010 | J24 | Girondins de Bordeaux  | Ext. | 3 - 1    | Sako 44e                                 | 23     | 16    |
| 20/02/2010 | J25 | Montpellier HSC        | Dom. | 1 - 0    | Rivière 79e                              | 26     | 16    |
| 27/02/2010 | J26 | Valenciennes FC        | Ext. | 1 - 0    | -                                        | 26     | 16    |
| 06/03/2010 | J27 | Lille OSC              | Dom. | 1 - 1    | Rivière 18e                              | 27     | 16    |
| 13/03/2010 | J28 | Olympique lyonnais     | Ext. | 1 - 1    | Rivière 39e                              | 28     | 17    |
| 20/03/2010 | J29 | AS Nancy-Lorraine      | Dom. | 0 - 0    | -                                        | 29     | 17    |
| 28/03/2010 | J30 | FC Lorient             | Ext. | 4 - 0    | -                                        | 29     | 17    |
| 03/04/2010 | J31 | Le Mans                | Dom. | 2 - 0    | Varrault 55e Benalouane 76e              | 32     | 17    |
| 10/04/2010 | J32 | FC Sochaux-Montbéliard | Ext. | 0 - 2    | Perrin 42e Bergessio 64e                 | 35     | 17    |
| 18/04/2010 | J33 | Paris SG               | Dom. | 0 - 0    | -                                        | 36     | 17    |
| 25/04/2010 | J34 | Olympique de Marseille | Ext. | 1 - 0    | -                                        | 36     | 17    |
| 02/05/2010 | J35 | Lens                   | Dom. | 1 - 4    | Diakhaté 41e                             | 36     | 17    |
| 05/05/2010 | J36 | Boulogne-sur-Mer       | Ext. | 0 - 1    | Rivière 87e                              | 39     | 17    |
| 08/05/2010 | J37 | Toulouse FC            | Dom. | 0 - 1    | -                                        | 39     | 17    |
| 15/05/2010 | J38 | OGC Nice               | Ext. | 1 - 1    | Rivière 68e                              | 40     | 17    |

## Coupe de France
| Date       | N o         | Adversaire                 | Lieu | Résultat          | Buteurs pour Saint-Étienne           | Suite                          |
| ---------- | ----------- | -------------------------- | ---- | ----------------- | ------------------------------------ | ------------------------------ |
| 24/01/2010 | 1/32e de f. | Lorient                    | Dom. | 4 - 1             | Rivière 10e, Payet 22e 73e, Sako 39e | Qualifiés pour les 1/16e de f. |
| 03/02/2010 | 1/16e de f. | FC Villefranche Beaujolais | Ext. | 2 - 2 (1 - 3 tab) | Bergessio 10e, Sako 85e              | Qualifiés pour les 1/8e de f.  |
| 10/02/2010 | 1/8e de f.  | Vannes                     | Dom. | 2 - 0             | Payet 79e, Rivière 90e 73e           | Qualifiés pour les 1/4e de f.  |
| 24/03/2010 | 1/4e de f.  | Lens                       | Ext. | 3-1               | Mirallas 1re                         | Éliminés.                      |

## Coupe de la Ligue
| Date       | N o         | Adversaire             | Lieu | Résultat | Buteurs pour Saint-Étienne                 | Suite                         |
| ---------- | ----------- | ---------------------- | ---- | -------- | ------------------------------------------ | ----------------------------- |
| 23/09/2009 | 1/16e de f. | OGC Nice               | Dom. | 4 - 1    | Bergessio 23e 80e, Sanogo 27e, Landrin 37e | Qualifiés pour les 1/8e de f. |
| 13/01/2010 | 1/8e de f.  | Olympique de Marseille | Dom. | 2 - 3    | Sako 19e, Bergessio 30e                    | Éliminés                      |

## Statistiques individuelles

### Statistiques buteurs
| Place | Nom                | Ligue 1 | Coupe de France | Coupe de la Ligue | TOTAL des BUTS |
| 1     | Emmanuel Rivière   | 8 buts  | 3 buts          | -                 | 11 buts        |
| 2     | Gonzalo Bergessio  | 5 buts  | 1 but           | 3 buts            | 9 buts         |
| 3     | Dimitri Payet      | 2 buts  | 3 buts          | -                 | 5 buts         |
| 4     | Bakary Sako        | 1 but   | 2 buts          | 1 but             | 4 buts         |
| 5     | Ilan               | 2 buts  | -               | -                 | 2 buts         |
| 5     | Loïc Perrin        | 2 buts  | -               | -                 | 2 buts         |
| 5     | Boubacar Sanogo    | 1 but   | -               | 1 but             | 2 buts         |
| 5     | Christophe Landrin | 1 but   | -               | 1 but             | 2 buts         |
| 9     | Cédric Varrault    | 1 but   | -               | -                 | 1 but          |
| 9     | Blaise Matuidi     | 1 but   | -               | -                 | 1 but          |
| 9     | Yohan Benalouane   | 1 but   | -               | -                 | 1 but          |
| 9     | Pape Diakhaté      | 1 but   | -               | -                 | 1 but          |
| 9     | Augusto Fernández  | 1 but   | -               | -                 | 1 but          |
| 9     | Kevin Mirallas     | -       | 1 but           | -                 | 1 but          |
| Total | 14 buteurs         | 27 buts | 10 buts         | 6 buts            | 43 buts        |

Date de mise à jour : le 10 juillet 2014.

### Statistiques passeurs
| Place | Nom                  | Ligue 1   | Coupe de France | Coupe de la Ligue | TOTAL des PASSES |
| 1     | Dimitri Payet        | 6 passes  | 1 passe         | 2 passes          | 9 passes         |
| 2     | Boubacar Sanogo      | 2 passes  | 3 passes        | 1 passe           | 6 passes         |
| 3     | Gonzalo Bergessio    | 3 passes  | 1 passe         | 1 passe           | 5 passes         |
| 4     | Emmanuel Rivière     | 3 passes  | -               | -                 | 3 passes         |
| 5     | Bakary Sako          | 2 passes  | -               | -                 | 2 passes         |
| 6     | Moustapha Bayal Sall | 1 passe   | -               | -                 | 1 passe          |
| 6     | Christophe Landrin   | 1 passe   | -               | -                 | 1 passe          |
| 6     | Blaise Matuidi       | 1 passe   | -               | -                 | 1 passe          |
| 6     | Augusto Fernández    | 1 passe   | -               | -                 | 1 passe          |
| 6     | Kevin Mirallas       | -         | -               | 1 passe           | 1 passe          |
| Total | 10 passeurs          | 20 passes | 5 passes        | 5 passes          | 30 passes        |

Date de mise à jour : le 10 juillet 2014.

### Statistiques cartons  jaunes
| Place | Nom                   | Ligue 1    | Coupe de France | Coupe de la Ligue | TOTAL des CARTONS JAUNES |
| 1     | Guirane N'Daw         | 6 cartons  | 1 cartons       | 1 carton          | 8 cartons                |
| 2     | Yohan Benalouane      | 6 cartons  | 1 carton        | -                 | 7 cartons                |
| 2     | Blaise Matuidi        | 5 cartons  | 2 cartons       | -                 | 7 cartons                |
| 4     | Gonzalo Bergessio     | 6 cartons  | -               | -                 | 6 cartons                |
| 4     | Pape Diakhaté         | 6 cartons  | -               | -                 | 6 cartons                |
| 6     | Efstáthios Tavlarídis | 4 cartons  | -               | -                 | 4 cartons                |
| 6     | Loïc Perrin           | 4 cartons  | -               | -                 | 4 cartons                |
| 6     | Dimitri Payet         | 3 cartons  | 1 carton        | -                 | 4 cartons                |
| 9     | Christophe Landrin    | 3 cartons  | -               | -                 | 3 cartons                |
| 9     | Mouhamadou Dabo       | 3 cartons  | -               | -                 | 3 cartons                |
| 9     | Gelson Fernandes      | 2 cartons  | 1 carton        | -                 | 3 cartons                |
| 9     | Augusto Fernández     | 1 carton   | 1 carton        | 1 carton          | 3 cartons                |
| 13    | Yoann Andreu          | 2 cartons  | -               | -                 | 2 cartons                |
| 13    | Cédric Varrault       | 2 cartons  | -               | -                 | 2 cartons                |
| 13    | Boubacar Sanogo       | 2 cartons  | -               | -                 | 2 cartons                |
| 13    | Moustapha Bayal Sall  | 1 carton   | -               | 1 carton          | 2 cartons                |
| 17    | Jérémie Janot         | 1 carton   | -               | -                 | 1 carton                 |
| 17    | Bakary Sako           | 1 carton   | -               | -                 | 1 carton                 |
| 17    | Maodomalick Faye      | 1 carton   | -               | -                 | 1 carton                 |
| Total | 19 joueurs avertis    | 59 cartons | 7 cartons       | 3 cartons         | 69 cartons               |

Date de mise à jour : le 6 août 2014.
 

### Statistiques cartons rouges
| Place | Nom                   | Ligue 1   | TOTAL des CARTONS ROUGES |
| 1     | Yoann Andreu          | 1 carton  | 1 expulsion              |
| 1     | Yohan Benalouane      | 1 carton  | 1 expulsion              |
| 1     | Kevin Mirallas        | 1 carton  | 1 expulsion              |
| 1     | Efstáthios Tavlarídis | 1 carton  | 1 expulsion              |
| Total | 4 expulsés            | 4 cartons | 4 expulsions             |

Date de mise à jour : le 6 août.

## Matchs amicaux

### Affluence
Affluence de l'AS Saint-Étienne à domicile

### Joueurs en sélection nationale

#### Équipe de France
Aucun stéphanois n’a été appelé en Équipe de France cette saison.
Par contre, 2 jeunes ont été sélectionnés avec les Espoirs. Bakary Sako a  4 sélections tandis que Emmanuel Rivière en compte une.
| Joueurs          | Position  | Date       | Adversaire | Score | But | Cartons Jaunes | Temps de jeu |
| Bakary Sako      | Milieu    | 05.09.2009 | Slovénie   | 3 - 1 | -   | non            | 90           |
| Bakary Sako      | Milieu    | 08.09.2009 | Ukraine    | 2 - 2 | -   | non            | 90           |
| Bakary Sako      | Milieu    | 13.11.2009 | Tunisie    | 3 - 1 | 1   | non            | 72           |
| Bakary Sako      | Milieu    | 17.11.2009 | Slovénie   | 1 - 0 | -   | non            | 15           |
| Emmanuel Rivière | Attaquant | 02.03.2010 | Croatie    | 3 - 1 | -   | non            | 90           |

#### Sélections étrangères
| Nom                  | Éliminatoires CM ou CAN | Éliminatoires CM ou CAN | Éliminatoires CM ou CAN | Éliminatoires CM ou CAN | Coupe du monde | Coupe du monde | Coupe du monde | Coupe du monde | Matchs amicaux | Matchs amicaux | Matchs amicaux | Matchs amicaux | Total | Total       | Total  | Total        |
| Nom                  | MJ                      | But inscrit             | Averti                  | Carton rouge            | MJ             | But inscrit    | Averti         | Carton rouge   | MJ             | But inscrit    | Averti         | Carton rouge   | MJ    | But inscrit | Averti | Carton rouge |
| -------------------- | ----------------------- | ----------------------- | ----------------------- | ----------------------- | -------------- | -------------- | -------------- | -------------- | -------------- | -------------- | -------------- | -------------- | ----- | ----------- | ------ | ------------ |
| Guirane N'Daw        | 0                       | 0                       | 0                       | 0                       | 0              | 0              | 0              | 0              | 2              | 1              | 0              | 0              | 2     | 1           | 0      | 0            |
| Pape Diakhaté        | 0                       | 0                       | 0                       | 0                       | 0              | 0              | 0              | 0              | 5              | 0              | 0              | 0              | 5     | 0           | 0      | 0            |
| Gelson Fernandes     | 3                       | 0                       | 0                       | 0                       | 3              | 1              | 0              | 0              | 4              | 0              | 0              | 0              | 10    | 1           | 0      | 0            |
| Moustapha Bayal Sall | 0                       | 0                       | 0                       | 0                       | 0              | 0              | 0              | 0              | 1              | 0              | 0              | 0              | 1     | 0           | 0      | 0            |
| Kevin Mirallas       | 4                       | 0                       | 0                       | 0                       | 0              | 0              | 0              | 0              | 4              | 1              | 0              | 0              | 8     | 1           | 0      | 0            |
| Boubacar Sanogo      | 1                       | 0                       | 0                       | 0                       | 0              | 0              | 0              | 0              | 1              | 0              | 0              | 0              | 2     | 0           | 0      | 0            |